# Rimella

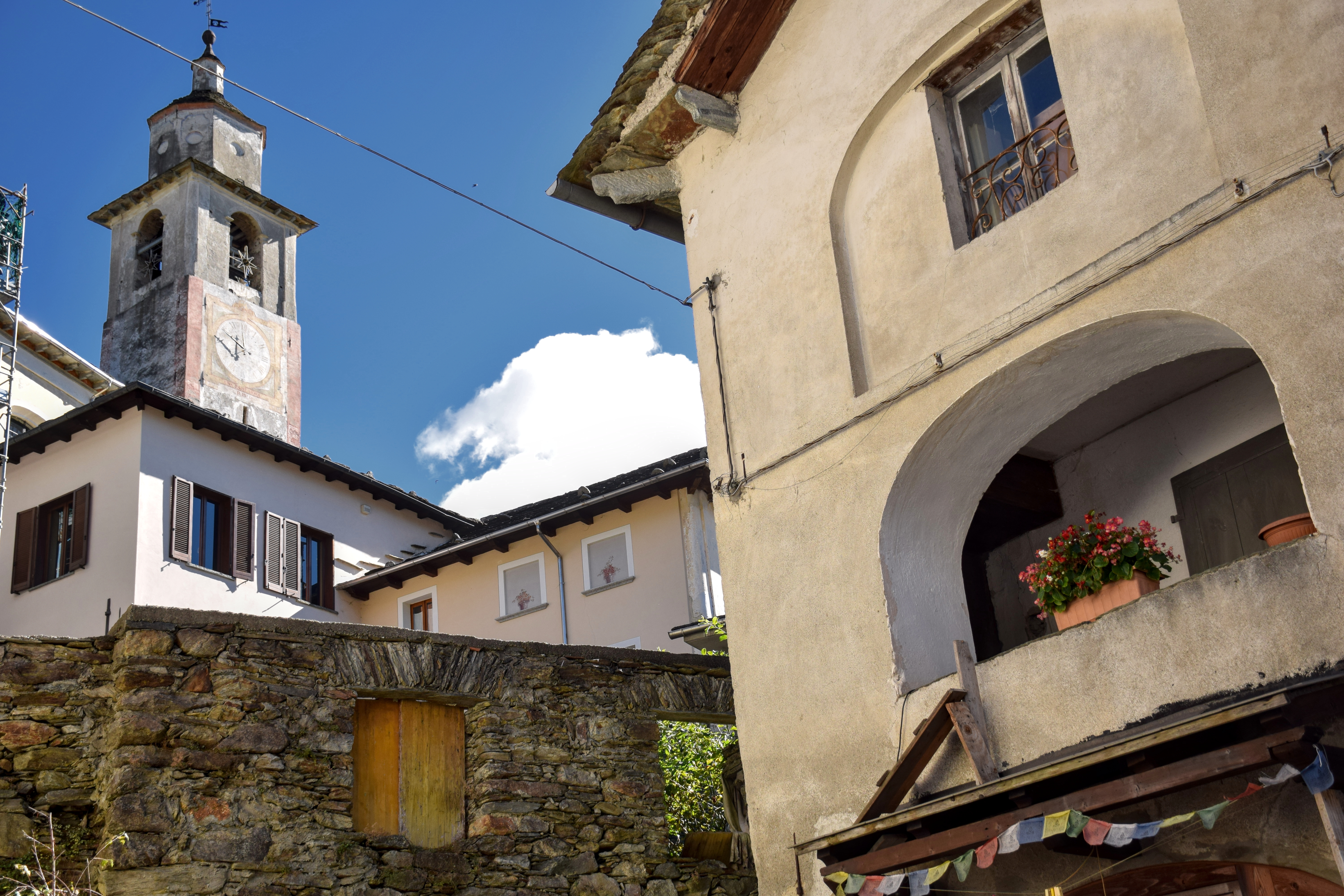
Rimella

Rimella (Remmalju in walser, Rimela in piemontese) è un comune italiano di 141 abitanti della provincia di Vercelli in Piemonte.

## Geografia fisica
Rimella si trova in Val Mastallone, una valle laterale dell'alta Valsesia che confluisce nella valle principale all'altezza di Varallo.
È bagnata dai torrenti Landwasser, affluente del torrente Mastallone, nel quale si getta presso il ponte delle Due Acque, ed Enderwasser, affluente del Landwasser.

## Storia
Il paese fu fondato da popolazioni walser nel XIII secolo e conserva tuttora la lingua locale di origine tedesca (Titschu).
Una parte del territorio del comune è compresa nel parco naturale dell'Alta Val Sesia e dell'Alta Val Strona.

### Simboli
Lo stemma e il gonfalone del comune di Rimella sono stati concessi con decreto del presidente della Repubblica del 10 luglio 1960.

## Monumenti e luoghi d'interesse
- Museo Giovanni Battista Filippa, fondato nel 1836
- Chiesa di San Michele Arcangelo
- Oratorio della Madonna Ausiliatrice (località Villa Superiore)
- Oratorio di San Gottardo
- Oratorio di San Giuseppe
- Oratorio di San Giorgio
- Santuario della Madonna del Rumore

## Società

### Evoluzione demografica
Abitanti censiti

### Ripartizione linguistica
Secondo una inchiesta del 2001 realizzata in Valle d'Aosta e Piemonte settentrionale mirata a scoprire la distribuzione linguistica attuale, il 72.1% della popolazione parla italiano, il 29.4% parla la lingua walser, mentre l'1.9% parla un idioma differente come lingua madre, ovvero la lingua principale di utilizzo. Nonostante ciò, il 98.4% ha dichiarato di conoscere l'italiano, l'81.4% il walser, il 3.9% lo svizzero tedesco e il 3.3% il tedesco standard.
| Lingua madre | 2001  |
| ------------ | ----- |
| Italiano     | 72.1% |
| Walser       | 29.4% |
| Altra lingua | 1.9%  |